# Назарет (Техас)
Назарет (англ. Nazareth) — місто (англ. city) в США, в окрузі Кастро штату Техас. Населення — 310 осіб (2020).

## Географія
Назарет розташований за координатами 34°32′31″ пн. ш. 102°6′8″ зх. д. / 34.54194° пн. ш. 102.10222° зх. д. (34.541869, -102.102346).  За даними Бюро перепису населення США в 2010 році місто мало площу 0,94 км², уся площа — суходіл.

## Демографія
Згідно з переписом 2010 року, у місті мешкало 311 осіб у 120 домогосподарствах у складі 93 родин. Густота населення становила 331 особа/км².  Було 131 помешкання (139/км²).
Расовий склад населення:
| - 98,7 % — білих - 1,0 % — корінних американців - 0,3 % — чорних або афроамериканців |

До двох чи більше рас належало 0,0 %. Частка іспаномовних становила 10,6 % від усіх жителів.
За віковим діапазоном населення розподілялося таким чином: 28,6 % — особи молодші 18 років, 55,6 % — особи у віці 18—64 років, 15,8 % — особи у віці 65 років та старші. Медіана віку мешканця становила 41,5 року. На 100 осіб жіночої статі у місті припадало 103,3 чоловіків;  на 100 жінок у віці від 18 років та старших — 111,4 чоловіків також старших 18 років.
Середній дохід на одне домашнє господарство  становив 62 296 доларів США (медіана — 56 875), а середній дохід на одну сім'ю — 70 556 доларів (медіана — 59 375). За межею бідності перебувало 5,3 % осіб, у тому числі 6,8 % дітей у віці до 18 років та 3,7 % осіб у віці 65 років та старших.
Цивільне працевлаштоване населення становило 165 осіб. Основні галузі зайнятості: сільське господарство, лісництво, риболовля — 33,9 %, освіта, охорона здоров'я та соціальна допомога — 13,3 %, науковці, спеціалісти, менеджери — 9,7 %, транспорт — 9,1 %.